# Закарья, Кунсулу Дальтоновна
Кунсулу Дальтоновна Закарья (қаз. Күнсұлу Дальтонқызы Закария) (2 июля 1967) — учёный в области биологической безопасности.
22 января 2024 года Распоряжением Главы государства Закарья Кунсулу Дальтоновна назначена советником Президента Республики Казахстан по вопросам науки и инноваций.
Экс-Президент Академии наук при Президенте Республики Казахстан (2023—2024)). Доктор биологических наук, профессор, Лауреат Государственной премии Республики Казахстан в области науки и техники имени аль-Фараби, действительный член Академии Естественных наук, Член-корреспондент Российской Академии естествознания.Лауреат государственной премии в области науки и техники им. Аль-Фараби, заслуженный изобретатель Республики Казахстан, входит в топовый мировой рейтинг женщин, внесших наибольший вклад в развитие вакцинации в мире.
Является разработчиком казахстанской инактивированной вакцины QazCovid-in (QazVac) против коронавирусной инфекции COVID-19 и технологии производства данной вакцины. Соруководитель научно-технической программы «Разработка вакцины против коронавирусной инфекции COVID-19». Победитель 2 конкурсов Всемирного банка по программам коммерциализации технологий. Соруководитель научно-технической программы "Разработка вакцины против коронавирусной инфекции COVID-19.

## Биография
Родилась 2 июля 1967 года в рабочем поселке Карсакпай Улытауского района Карагандинской области.
В 1995 году защитила диссертацию на соискание учёной степени кандидата биологических наук (Алматы), в 2002 году защитила диссертацию на соискание учёной степени доктора биологических наук (Москва).

### Образование и специальности
- 1989 — Актюбинский государственный университет им. К. Жубанова — Специальность: Химия и биология
- 2008 — Венецианский международный университет, Италия — Специальность: Менеджмент и устойчивое развитие
- 2022 — Таразский региональный университет им. М. Х. Дулати — Специальность: Правоведение.

Стажировка и обучение в компании K-Water «Hydro-infra Development & Management — Развитие и управление биоресурсами и водной инфраструктурой» (Южная Корея), Международном Венецианском университете (курс для государственных служащих) «Sustainable Development — Устойчивое развитие» (Италия).

### Трудовая деятельность
1989—2003 — Западно-Казахстанская государственная медицинская академия им. М. Оспанова. Должности: ассистент, доцент, председатель Совета молодых ученых, заведующий патентным отделом, заведующий кафедрой естественных наук.
2003—2006 — профессор, заведующий кафедрами, отделом СМК и управлениями науки и международных связей в ЗКАТУ имени Жангир хана, АРГУ им. К. Жубанова, МКТУ имени Ходжи Ахмеда Ясави.
2006—2008 — работала в Центральном аппарате Министерства охраны окружающей среды Республики Казахстан.
2008—2013 — директор департамента науки РГП «Национальный центр биотехнологии Республики Казахстан» КН МОН РК.
2013—2018 — заместитель генерального директора РГП «Республиканская коллекция микроорганизмов» КН МОН РК.
2018—2022 — генеральный директор РГП «Научно-исследовательский институт проблем биологической безопасности» МЗ РК.
С 16 августа 2022 по 12 апреля 2023 года — генеральный директор АО "Национальный холдинг «QazBioPharm» МЗ РК.
С 12 апреля 2023 по 22 января 2024 года — президент Академии наук при Президенте Республики Казахстан.
С 22 января 2024 года — советник президента Казахстана по вопросам науки и инноваций.

### Научная деятельность
Автор более 230 научных публикаций, 8 научно-методических пособий, 5 монографий, 32 патентов на изобретение, из них 2 международных патента, 10 нормативно-технических документов по производству профилактических и диагностических препаратов. Главный редактор научного журнала «Биобезопасность и биотехнология».
Разработчик казахстанской инактивированной вакцины от коронавируса COVID-19 QazCovid-in (QazVac). Разработчик технологии производства инактивированной вакцины QazCovid-in против коронавирусной инфекции COVID-19. Под руководством ученого были разработаны живая, субъединичная и две рекомбинантные вакцины против коронавирусной инфекции.
Осуществляла руководство, координацию, мониторинг и контроль исполнения 10 научно-технических программ в области биотехнологии, биобезопасности и микробиологии, включающих более 200 научных проектов, в том числе 22 международных проекта. Научный руководитель 3 научно-технических программ в области биологической безопасности. Соруководитель научно-технической программы «Разработка вакцины против коронавирусной инфекции COVID-19». Победитель двух конкурсов Всемирного банка по программам коммерциализации технологий.
Основные результаты их исследований были опубликованы в виде научных статей в высокорейтинговых международных журналах, таких как EClinicalMedicine от Lancet, Frontiers in Microbiology, Infectious Diseases of Poverty, Veterinary Microbiology, Tropical Animal Health and Production, Plant Protection Science и другие.

## Научные работы
1. Zakarya K., Kutumbetov L., Orynbayev M., Abduraimov Y., Sultankulova K., Kassenov M., Sarsenbayeva1 G., Kulmagambetov I., Davlyatshin T., Stukova M., Khairullin B.Safety and immunogenicity of a QazCovid-in® inactivated whole-virion vaccine against COVID-19 in healthy adults: a single-centre, randomised, single-blind, placebo-controlled phase 1 and an open-label phase 2 clinical trials with a 6 months follow-up in Kazakhstan. EClinicalMedicine 00 (2021) 101078 https://doi.org/10.1016/j.eclinm.2021.101078(Published by the LANCET)[11].
2. Zhugunissov K., Zakarya K.,Khairullin B., Orynbayev M.,Abduraimov Y.,Kassenov M.,Sultankulova K.,Kerimbayev A.,Nurabayev S.,Myrzhakhmetova B.,Nakhanov A.,Nurpeisova A.,Cherviyakova O.,Assanzhanova N., Burashev Y.,Mambetaliev M.,Azanbekova M.,Kopeyev S.,Kozhabergenov N. Isabek A.,Kutumbetov L.Development of the inactivated qazcovid-in vaccine: protective efficacy of the vaccine in syrian hamsters. Front. Microbiol. 12:720437. doi: 10.3389/fmicb.2021.720437.
3. Bugybayeva D., Kydyrbayev Zh., Zinina N., Assanzhanova N., Yespembetov B., Kozhamkulov Y., Zakarya K., Ryskeldinova Sh., TabynovK.A new candidate vaccine for human brucellosis based on infuenza viral vectors: a preliminary investigation for the development of an immunization schedule in a guinea pig model. Infectious Diseases of Poverty. 2021. Vol.10. P.1-10.
4. A., Yskakova G., Maulenbay A., Zakarya K., Rsaliyev Sh.Virulence and race structure of Pucciniagraminisf.sp. triticiin Kazakhstan. Plant Protection Science. 2020. Vol. 56 (4). P. 275—284.
5. Zhugunissov K., Bulatov Ye., Orynbayev M., Kutumbetov L., Abduraimov Ye., Shaiyakhmetov Ye., Taranov D., Amanova, Mambetaliev Zh.M., AbsatovaZh., Azanbekova M., Khairullin B., Zakarya K., Tuppurainen E.Goatpox virus (G20-LKV) vaccine strain elicits a protective response in cattle against lumpy skin disease at challenge with lumpy skin disease virulent field strain in a comparative study. Veterinary Microbiology. 2020. Vol.245. doi: 10.1016/j.vetmic.2020.108695.
6. Issabek A., Burashev Ye., Chervyakova O., Orynbayev M., Kydyrbayev Zh., Kassenov M., Zakarya K., Sultankulova K.Complete Genome Sequence of the Highly Pathogenic Strain A/Domestic Goose/Pavlodar/1/05 (H5N1) of the Avian Influenza Virus, Isolated in Kazakhstan in 2005. Microbiology Resource Announcements. 2020. Vol. 9(10). DOI: 10.1128/MRA.00109-20.
7. Orynbayev M.B., Nissanova R.K., Khairullin B.M., Issimov A., Zakarya K.D., Sultankulova K.T., Kutumbetov L.B., Tulendibayev A.B., Myrzakhmetova B.Sh., Burashev E.D., Nurabayev S.S., Chervyakova O.V., Nakhanov A.K., Kock R.A.Lumpy skin disease in Kazakhstan. Tropical Animal Health and Production. 2021. Vol.53(166). P.2-7.
8. Orynbayev M.B.,Nissanova R.K., Argimbayeva T.U., Zakarya K.D., Myrzakhmetova B.S., Melisbek A.M., Barmak S.M., Issabek A.U., Nakhanov A.K.,Shevtsov A., Kozhabergenov N.S., Sultankulova K.T.Genomic sequence of the new attenuated vaccine strain Neethling-RIBSP of the lumpy skin disease virus. Microbiology Resource Announcements. 2020. Vol. 9(26). DOI: 10.1128/MRA.00318-20.

### Патенты
1. Кутумбетов Л. Б., Орынбаев М. Б., Закарья К. Д., Керимбаев А. А., Жугунисов К. Д., Султанкулова К. Т., Мырзахметова Б. Ш., Наханов А. К., Касенов М. М., Абдураимов Е. О., Хайруллин Б. М., Копеев С. К. Штамм «SARS-CoV-/KZ_Almaty/04.2020» вируса коронавирусной инфекции COVID-19, используемый для приготовления средств специфической профилактики, лабораторной диагностики и оценки эффективности биологической защиты вакцин против коронавирусной инфекции COVID-19. Номер патента: №.34762 от 08.12.2020.
2. Кутумбетов Л. Б.,Керимбаев А. А.,Мырзахметова Б. Ш., Орынбаев М. Б.,Закарья К.,Жугунисов К. Д.,Султанкулова К. Т.,Касенов М. М.,Абдураимов Е. О.,Хайруллин Б. М.,Нурабаев С. Ш.,Наханов А. К.,Аттенуированный штамм «SARS-CoV-2/НИИПББ-2021» вируса коронавирусной инфекции COVID-19, используемый для приготовления средств специфической профилактики и лабораторной диагностики болезни. № 35175. 02.07.2021.
3. Наханов А. К.,Червякова О. В.,Тайлакова Э. Т.,Исабек А. У.,Султанкулова К. Т.,Орынбаев М. Б.,Закарья К. Д.,Кутумбетов Л. Б.,Теребай А. А.,Касенов М. М. Способ получения субъединичной вакцины для профилактики COVID-19. № 35227 от 06.08.2021.
4. Червякова О. В.,Исабек А. У.,Тайлакова Э. Т.,Садикалиева С. О.,Мухами Н. Н.,Султанкулова К. Т.,Орынбаев М. Б.,Закарья К.Рекомбинантные плазмидные ДНК pET/RBD, pET/N, обеспечивающие синтез рекомбинантных белков RBD (рецептор связывающего домена S белка), N (нуклеокапсид-ного белка) коронавируса SARS-CoV-2, штаммы бактерий Escherichia coli ER2566 — продуценты рекомбинантных корона-вирусных белков RBD, N, и рекомбинантные белки RBD (рецептор связываю-щий домен S белка), N (нуклеокапсидный белок) коронавируса SARS-CoV-2 для разработки диагно-стических тест-систем и субъединичных вакцин против новой корона-вирусной инфекции- COVID-19. № 35233 от 13.08.2021.
5. Червякова О. В., Султанкулова К. Т., Тайлакова Э. Т., Садикалиева С. О., Кожабергенов Н. С., Шораева К. А., Орынбаев М. Б., Закарья К. Д. Тест-систем для обнаружения и дифференциации вируса гриппа А подтипов Н5 и Н7 методом полимеразной цепной реакции (ПЦР). KZ5381-U. 18.09.2020.

## Награды и звания
- Государственная стипендия для талантливых молодых ученых Республики Казахстан (2002—2004 г.г.)
- Почетная грамота Министра здравоохранения Республики Казахстан (2007 г.)
- Почетная грамота Комитета науки Министерства образования и науки Республики Казахстан (2009 г.)
- Нагрудный знак «За заслуги в развитии науки Республики Казахстан» (2017 г.)
- Медаль «Халық алғысы» (2020 г.)
- Нагрудный знак «За вклад в развитие здравоохранения» (2021 г.)
- Медаль «За заслуги в профсоюзе работников образования и науки» (2021 г.)
- Медаль «За заслуги перед Жамбылской областью» (2021 г.)
- Государственная премия в области науки и техники им. Аль-Фараби (2021 г.)
- Патриот года (республиканский конкурс, 2022 г.)
- Заслуженный изобретатель Республики Казахстан (2022 г.)
- Орден «Құрмет» (2023 г.)
- Почетный гражданин области Ұлытау (2023 г.)
- Нагрудный знак «Қазақстан полициясына 30 жыл» (2023 г.)

## Общественная деятельность
- Член Национального курултая.
- Член Национального совета по науке и технологиям при Президенте Республики Казахстан.[12]
- Член Политического совета партии «АМАНАТ».
- Победитель номинации «Патриот года — 2022».
- Почетный профессор Казахского национального университета имени аль-Фараби. Член совета директоров Казахского национального университета имени аль-Фараби.
- Главный редактор научного журнала «Биобезопасность и биотехнология».
- Председатель Комитета по беспристрастности АО «Национальный центр экспертизы и сертификации» (НацЭкС).
- Сертифицированный аудитор по международным стандартам: ISO 19011:2002 — экологический менеджмент; ISO 15189:2007 — медицинский менеджмент; ISO 9001:2000 — менеджмент качества; OHSAS 18001:2007 — менеджмент профессиональной безопасности и здоровья. Национальный технический эксперт по международному стандарту ИСО 15189-2007 «Лаборатории медицинские. Специфические требования к качеству и компетенции».
- Член Экспертного совета и технический эксперт АО «Национальное агентство по технологическому развитию».

## Международное признание и рейтинги
- Сертифицированный аудитор по международным стандартам: ISO 19011:2002 — экологический менеджмент; ISO 15189:2007 — медицинский менеджмент; ISO 9001:2000 — менеджмент качества; OHSAS 18001:2007 — менеджмент профессиональной безопасности и здоровья. Национальный технический эксперт по международному стандарту ИСО 15189-2007 «Лаборатории медицинские. Специфические требования к качеству и компетенции».
- Входит в мировой рейтинг женщин, внесших наибольший вклад в развитие вакцинации (по версии techcollectivesea.com). Входит в топ ведущих ученых Казахстана по числу публикаций в высокорейтинговых международных журналах
- Включена в список лучших изобретателей Республики Казахстан
- Удостоена звания «Патриот года» в республиканском конкурсе 2022 года

## Членство в организациях
- Академик Академии естествознания Республики Казахстан
- Член-корреспондент Российской академии естествознания
- Член Политического совета партии «АМАНАТ»
- Член Национального курултая Республики Казахстан
- Член Национального совета по науке и технологиям при Президенте Республики Казахстан (2023 г.)
- Член Высшей аттестационной комиссии (ВАК) при Министерстве образования и науки Российской Федерации (Москва, 2023 г.)
- Член Президиума Научно-технического совета при Председателе Коллегии Евразийской экономической комиссии (Москва, 2023 г.)
- Председатель Комитета по беспристрастности АО «Национальный центр экспертизы и сертификации» (НацЭкС).
- Почетный профессор Казахского национального университета имени аль-Фараби. Член совета директоров Казахского национального университета имени аль-Фараби.

## Семья
- Отец: Калиев Дальтон Закарьевич (1934—2015), выпускник Казахского горно-металлургического института г. Алматы, инженер-металлург по цветным и благородным металлам (1952—1957), главный инженер Карсакпайского металлургического завода, главный технический инспектор промышленности Актюбинской области.
- Мать: Игликова Жансулу Абу-Талиповна (1937 г.р.), окончила биолого-химический факультет Карагандинского государственного университета им. Е.Букетова, Заслуженный учитель Казахстана, педагогический стаж более 50 лет.
- Дед: Калиев Закарья Калиевич (Қалиұлы Закария) (1900—1936), окончил Ленинградский институт народного хозяйства, экономист хлебного дела (1925—1931), руководитель группы промышленности КазНаркомСнаба (1931—1933), участвовал в борьбе с голодом.
- Дед: Игликов Абу-Талип (1889—1950), окончил Уральский педагогический институт, учитель, ветеран Великой Отечественной войны.